# Садовое (Купянский район)
Садовое (укр. Садове), село, 
Грушевский сельский совет, 
Купянский район, 
Харьковская область.
Код КОАТУУ — 6323781207. Население по переписи 2001 года составляет 59 (24/35 м/ж) человек.

## Географическое положение
Село Садовое находится на расстоянии в 2 км от реки Оскол (правый берег),
выше по течению на расстоянии в 2 км расположен город Купянск,
ниже по течению в 2-х км — село Осиново.
Село примыкает к большому садовому массиву. 
Рядом проходит автомобильная дорога Т-2109.

## История
- 1917 — дата основания как села Агробаза.
- 1994 — переименовано в село Садовое.